# Hemifusus zhangyii
Hemifusus zhangyii là một loài ốc biển, là động vật thân mềm chân bụng sống ở biển thuộc họ Melongenidae, the crown conches and their allies.

## Phân bố
Vietman.